# タイポ山
タイポ山(Mount Typo)は、オーストラリア ビクトリア州ワンガラッタ地域にある山。メルボルンの北東170 kmに位置する。標高982 m。
タイポ山周辺の人口密度はまばらで1平方キロメートルあたり2人である。近隣に村などはない。
タイポ山周辺には常緑植物林と落葉広葉樹林がある。年降水量は1,506 mm。6月には191 mmの降水量、1月には66 mmの降水量がある。
北東約35 kmにマウント・バッファロー国立公園がある。